# Neoleonardia alata
Neoleonardia alata är en insektsart som först beskrevs av Walter Wilson Froggatt 1914.  Neoleonardia alata ingår i släktet Neoleonardia och familjen pansarsköldlöss. Inga underarter finns listade i Catalogue of Life.